# Liste der Kulturdenkmale in Plaußig-Portitz
Die Liste der Kulturdenkmale in Plaußig-Portitz enthält die Kulturdenkmale des Leipziger Ortsteils Plaußig-Portitz, bestehend aus den Stadtteilen Plaußig und Portitz, die in der Denkmalliste vom Landesamt für Denkmalpflege Sachsen mit Stand 2017 erfasst wurden.

## Legende
- Bild: Bild des Kulturdenkmals, ggf. zusätzlich mit einem Link zu weiteren Fotos des Kulturdenkmals im Medienarchiv Wikimedia Commons. Wenn man auf das Kamerasymbol klickt, können Fotos zu Kulturdenkmalen aus dieser Liste hochgeladen werden:
- Bezeichnung: Denkmalgeschützte Objekte und ggf. Bauwerksname des Kulturdenkmals
- Lage: Straßenname und Hausnummer oder Flurstücknummer des Kulturdenkmals. Die Grundsortierung der Liste erfolgt nach dieser Adresse. Der Link (Karte) führt zu verschiedenen Kartendiensten mit der Position des Kulturdenkmals. Fehlt dieser Link, wurden die Koordinaten noch nicht eingetragen. Sind diese bekannt, können sie über ein Tool mit einer Kartenansicht einfach nachgetragen werden. In dieser Kartenansicht sind Kulturdenkmale ohne Koordinaten mit einem roten bzw. orangen Marker dargestellt und können durch Verschieben auf die richtige Position in der Karte mit Koordinaten versehen werden. Kulturdenkmale ohne Bild sind an einem blauen bzw. roten Marker erkennbar.
- Datierung: Baubeginn, Fertigstellung, Datum der Erstnennung oder grobe zeitliche Einordnung entsprechend des Eintrags in der sächsischen Denkmaldatenbank
- Beschreibung: Kurzcharakteristik des Kulturdenkmals entsprechend des Eintrags in der sächsischen Denkmaldatenbank, ggf. ergänzt durch die dort nur selten veröffentlichten Erfassungstexte oder zusätzliche Informationen
- ID: Vom Landesamt für Denkmalpflege Sachsen vergebene, das Kulturdenkmal eindeutig identifizierende Objekt-Nummer. Der Link führt zum PDF-Denkmaldokument des Landesamtes für Denkmalpflege Sachsen. Bei ehemaligen Kulturdenkmalen können die Objektnummern unbekannt sein und deshalb fehlen bzw. die Links von aus der Datenbank entfernten Objektnummern ins Leere führen. Ein ggf. vorhandenes Icon  führt zu den Angaben des Kulturdenkmals bei Wikidata.

## Kulturdenkmale in Plaußig-Portitz
| Bild                                    | Bezeichnung | Lage                                | Datierung | Beschreibung | ID       |
| --------------------------------------- | --- | ----------------------------------- | --- | --- | -------- |
| Direkt Bild zu diesem Denkmal hochladen | Wohnhaus in offener Bebauung, mit Vorgarten | Ackerweg 11 (Karte)                 | 1934–1935 (Wohnhaus) | Putzfassade, architektonisch hochwertiges Wohnhaus mit Bedeutung für die Ortsentwicklungsgeschichte Beteiligt an der Errichtung des repräsentativen Einfamilienhauses in der Gartensiedlung Portitz für den Schneider Eduard Wilhelm Günter Biedermann waren der Architekt Richard Kinne und das Baugeschäft Otto Höppner. Gestellt war der Bauantrag im Dezember 1934, die Umsetzung des Vorhabens erfolgte in knapp achtmonatiger Bauzeit 1935. Die genannten Beteiligten bauten 1938 eine Garage im Kellergeschoss ein, die ursprünglich bereits vorgesehen war. Leipziger Kratzputz war für die Fassaden vorgesehen, über einem aus Narsdorfer Klinkern gemauerten Sockel und überdeckt von einem mit Biberschwänzen eingedeckten Doppelziegeldach. Im Erdgeschoss tritt eine geschlossene Veranda vor, auf deren Dach ein offener Austritt liegt. Optisch setzen zudem Akzente die bauzeitlich sehr typischen hölzernen Klappläden an den Fenstern, das Drillingsfenster im Giebel und die Klinkersichtflächen am Vorbau. Der nicht bebaute Teil des 2000 m² großen Grundstücks war zur Nutzung als Obst- und Gemüsegarten gedacht. Von denkmalpflegerischem Wert ist das am heutigen Leipziger Stadtrand liegende Haus durch seine architektonische Qualität und als Privatwohngebäude der 1930er Jahre recht ungewöhnliche Großzügigkeit, es besitzt einen baugeschichtlichen Wert. LfD/2015, 2017 | 09260426 |
| Weitere Bilder                          | Mietshaus in offener Bebauung mit Vorgarten | Alte Theklaer Straße 13 (Karte)     | um 1910 (Mietshaus) | alte Ortslage Plaußig, Putzfassade, baugeschichtlich von Bedeutung | 09255972 |
| Weitere Bilder                          | Landhaus Kruegel: Villa (Nr. 1) mit Remisengebäude (Nr. 1a) und daran angebautem Nebengebäude | Altes Dorf 1; 1a                    | 1880 (Villa), 1880 (Remisengebäude) | alte Ortslage Portitz, zeittypische Putzfassade, benannt nach dem Erbauer Kaufmann Johann Friedrich W. Krügel, baugeschichtlich und ortsgeschichtlich von Bedeutung | 09260451 |
| Weitere Bilder                          | Wohnhaus und Seitengebäude eines Bauernhofes | Altes Dorf 2 (Karte)                | um 1800 (Bauernhaus) | alte Ortslage Portitz, Gebäude mit Lehmwänden, baugeschichtlich von Bedeutung | 09260452 |
| Weitere Bilder                          | Wohnhaus und zwei Seitengebäude eines ehemaligen Vierseithofes und Hofpflasterung | Altes Dorf 3 (Karte)                | 2. Hälfte 19. Jh. (Bauernhaus), 1852/1853 Dendro (Seitengebäude), 1854 (Seitengebäude) | alte Ortslage Portitz, ehemaliges Ackermannsches Gut, bedeutsam für alte Ortslage, nahe dem Kirchhof, baugeschichtlich bedeutsam, Zeugnis der Ortsentwicklung | 09260450 |
| Weitere Bilder                          | Kirche und Kirchhof Portitz | Altes Dorf 5 (Karte)                | 16. Jh. | Friedhof Portitz auf dem Gelände einer ehemaligen Wallfahrtskirche mit folgenden Denkmalsteilen: neogotische Kirche mit polygonalem Chor und Westturm (mit Ausstattung), Kirchhof, Leichenhaus und Lutherlinde mit Gedenkstein; alte Ortslage Portitz, baugeschichtlich, ortsgeschichtlich und ortsbildprägend von Bedeutung; Datierungen: Kirche von 1865, Gedenkbaum von 1883, Leichenhalle um 1900 | 09260449 |
| Weitere Bilder                          | Dorfkirche Portitz | Altes Dorf 5 (Karte)                | 1865–1867 (Kirche), 1867 (Orgel), 1867 (kleine Glocke), Anfang 19. Jh. (Kruzifix) | Kirche (mit Ausstattung), alte Ortslage Portitz, neogotische Kirche mit polygonalem Chor und Westturm, baugeschichtlich, ortsgeschichtlich und ortsbildprägend von Bedeutung | 09260449 |
| Weitere Bilder                          | Vorwerk Portitz: Wohnhaus, Scheune und zwei Seitengebäude eines ehemaligen Vorwerks | Altes Dorf 7 (Karte)                | 18. und 19. Jh. (Wohnhaus) | alte Ortslage Portitz, Wohnhaus mit Fachwerk, baugeschichtlich und ortsgeschichtlich von Bedeutung | 09260453 |
| Weitere Bilder                          | Wohnhaus, Seitengebäude und Scheune eines Dreiseithofes, sowie Toreinfahrt, Hofpflaster und Relief im Hof | Altes Dorf 11 (Karte)               | bezeichnet 1869 (Bauernhaus), 1869–1870, Kuhstall und Backhaus (Seitengebäude), 1869 (Scheune)                                                                                                 | alte Ortslage Portitz, mit barockem Sandsteinrelief im Hof und Rest einer hölzernen Dachrinne, geschlossen erhaltene Hofanlage, baugeschichtlich von Bedeutung Auf dem Grundstück 24 der Ortsliste für Portitz sollte im Frühjahr 1869 ein baufälliges Wohnhaus sowie ein Stall abgebrochen, hernach ein neues Wohnhaus mit Stall errichtet sowie ein Backofen mit Esse in ein bestehendes Gebäude angebaut werden. Gutsbesitzer Gottfried Remmler verpflichtete Zimmermeister H. Sperling. Gut sechs Wochen nach dem ersten Baugesuch folgte der Antrag zur Neuerrichtung einer Scheune sowie der für einen weiteren Stall. Wohnhaus und Scheune waren bereits im Sommer 1869 fertig, ein Stall und der Anbau an das alte, bereits vorhandene giebelständige Wohnhaus folgten im Dezember 1869 bzw. 1870. Rückwärtig an die Scheune wurde 1902 ein Schuppen durch das Schönefelder Baugeschäft S. Säuberlich (Mitarbeit von Bauunternehmer Dürre?) im Auftrag von Max Remmler gesetzt. Das linksseitige Wohnstallhaus von 1869 erhielt 1939/1940 einen massiven Vorbau am Eingang statt des morschen hölzernen „überdeckten Hauseingangs“. Der Bauer Walter Max Remmler verpflichtete den Architekten und Baumeister H. Altwein, ein Zeugnis für die Erbauungszeit ist insbesondere der Eisenklinkersockel. Hinter dem Windfang erhalten sind die ursprüngliche Hauseingangstür aus dem 19. Jahrhundert, das Treppenhaus und Innentüren von 1869. Ins Jahr 1942 datiert der Antrag für eine Dachreparatur, 1948 war Landwirt Harald Remmler Grundstückseigner. Zum März 1963 wurde durch Harald Remmler, nunmehr Inhaber eines Fuhrgeschäfts, der Teilabbruch eines Wirtschaftsgebäudes angezeigt, wohl aber nicht ausgeführt. 1985 ist vom „Wohn- und Gewerbehof Höhl“ die Rede. In den Oktober 1988 datiert ist die behördliche Ablehnung einer Fassadenveränderung am Wohnhaus durch den Stadtbezirksarchitekten, denn es „steht das Gebäude in einem Bereich der von Denkmalsinteresse ist (Alte Dorflage)“. Der Ortsverein in Portitz ließ nach 1990 am Grundstück Altes Dorf 11 eine Tafel anbringen, worauf die Jahreszahl 1853 mit dem Bauern Remmler und der Begriff „Hufengut“ in Verbindung gebracht werden, die bauliche Struktur eines Dreiseithofes ist jedoch bereits auf der Flurkarte des G. Rahrisch von 1837 ablesbar. Noch heute prägt die in der Kubatur geschlossen erhaltene Hofanlage die alte Ortslage des Dorfes Portitz entscheidend, wirken die beiden giebelständigen Wohnhäuser prägnant im Straßenraum. Durch eine große Toranlage mit Durchfahrt und Pforte wird der mit Feldsteinen gepflasterte Hofraum erschlossen. Rechts steht ein kleines Gebäude, vor 1869 erbaut und seinerzeit als Küche bezeichnet. An das Wohnhaus rechts und das Wohnstallhaus links grenzen zwei eingeschossige Stallgebäude mit Heuboden, wobei der linke, bei einer nachwendlichen Sanierung des gesamten Hofes stark umgebaute Stall statt des ursprünglichen Dachstuhls eine große Terrasse erhielt und insgesamt einen Denkmalwert nur noch im Rahmen des Umgebungsschutzes besitzt. Auch das rechte Stallgebäude wurde nach 1990 durch den Einbruch von vier gleichen Garagentoren verändert, kann jedoch noch den originalen Dachstuhl (Satteldach) mit Holznagelverbindungen sowie weitere Details vorweisen. Alles überragend schließt die große Scheune mit einem imposanten ziegelgedeckten Satteldach den Hof zum ehemals landwirtschaftlich genutzten Hinterland ab – sie zeugt von der ehemaligen Prosperität des Gutes. Zwei große Tore, ein gewölbter Kartoffelkeller mit ins Mauerwerk eingefügten Nischen und der überaus eindrucksvolle Dachstuhl sind erhalten. Der bemerkenswerteste, weil älteste Bestandteil des Hofes ist jedoch das alte, vor 1869 erbaute Wohnhaus mit Resten der Lehmwellerbauweise im Erdgeschoss, Fachwerkkonstruktion im Stockwerk darüber und Krüppelwalm, ins Mauerwerk eingelassen ist ein spätbarocker Gedenkstein aus Sandstein. In ihrem historischen und dörflichen Erscheinungsbild haben die beiden Wohnhäuser durch die letzte Sanierung und den Umbau zu einer Pension jedoch durch eine vom Zeitgeschmack beeinflusste Fassadenfarbigkeit und Kunststofffenster einige Strahlkraft eingebüßt. LfD/2018 | 09260456 |
| Weitere Bilder                          | Wohnhaus, Scheune und Hofpflasterung eines Bauernhofes | Altes Dorf 14 (Karte)               | 2. Hälfte 19. Jh. (Bauernhaus) | alte Ortslage Portitz, ehemaliges Pferdnergut Eulenstein, bedeutsam für alte Ortslage, bauhistorischer Wert | 09260454 |
| Weitere Bilder                          | Wohnhaus und zwei daran angebaute Seitengebäude eines Bauernhofes | Altes Dorf 16 (Karte)               | 1. Hälfte 19. Jh. (Bauernhaus) | alte Ortslage Portitz, ehemaliges Hintersässergut Abtner, bedeutsam für alte Ortslage, gegenüber Vorwerk in Ecklage, bauhistorischer Wert | 09260455 |
| Direkt Bild zu diesem Denkmal hochladen | Wohnhaus | Altes Dorf 24 (Karte)               | um 1800 (Wohnhaus) | alte Ortslage Portitz, eingeschossiger Putzbau, teilweise Lehmwände, ehemals Hirtenhaus und Zollschuppen zur Salzlagerung der Gemeinde, bedeutsames Dokument der gemeindlichen Selbstverwaltung, bauhistorischer und sozialgeschichtlicher Wert | 09260459 |
| Direkt Bild zu diesem Denkmal hochladen | Meilensäule und Abzweigstein Portitz | Am langen Teiche (Karte)            | Nach 1858 | Königlich-Sächsischer Meilenstein, verkehrsgeschichtlich von Bedeutung | 09307007 |
| Direkt Bild zu diesem Denkmal hochladen | Gemeindeamt Portitz: Wohnhaus, ehemals Gemeindeamt, mit rückwärtigem Anbau und Nebengebäude im Hof sowie Pflaster der Einfahrt und Einfriedung des seitlichen Vorgartens | Am langen Teiche 17 (Karte)         | 1925–1926 (Gemeindeamt), 1925–1927, Anbau (Gemeindeamt) | alte Ortslage Portitz, Putzfassade, großer Wert für die Ortsentwicklungsgeschichte und die Volksbildung, ortsbildprägend 1909 wurden an das alte Gemeindeamt in Portitz ein Arrestlokal und ein Spritzenraum durch den Baumeister Franz Hempel angebaut. Der gesamte Gebäudebestand kam 1925 zum Abbruch für einen Sechs-Familien-Wohnhausneubau mit Gemeindeamt im Erdgeschoss, ein Anbau mit Sitzungssaal des Gemeinderates sowie ein Laden für den Konsumverein Leipzig-Plagwitz sollte folgen. Bürgermeister Nietzschmann und der Leipziger Architekt Curt Schmiemichen waren hier federführend tätig. Auf dem Freigelände kamen ein Hausgarten und ein Gemeindekinderspielplatz zur Anlage, für späterer Zeit wurde die Einrichtung eines Feuerwehrübungsplatzes beabsichtigt. Wichtig war das unbebaute umliegende Areal wegen der begehrten Ausnahme vom Ortsgesetz für eine dreigeschossige Bebauung. Hierfür wurde zudem die erhöhte Lage des gegenüber befindlichen Gasthofes Cradefelder Straße 2 ins Feld geführt. Planänderungen zeigten die Idee eines Turnplatzes und einer möglicherweise zu erbauenden Turnhalle. Ein halbes Jahr nach Erstantragstellung legte das Büro Schiemichen – Mitinhaber war der Diplomingenieur Walther Fritzsche – neue Unterlagen vor, nach denen die Bauhütte Leipzig und Umgebung, Soziale Baugesellschaft mbH, unter Leitung von Baumeister Näther die Ausführung übernahm. Das Gebäude und ein Schuppen wurden wohl 1926 vollendet, ein Anbau mit Sitzungssaal, Spritzenhaus und Arrestzellen im November 1929 der Schlußprüfung unterzogen. Ende Mai 1954 bestätigte die Baubehörde den Umbau in eine Kindertagesstätte, von 1972 datiert ein Projekt über die Generalreparatur des Wohngebäudes. In seinen Proportionen sprengt der selbstbewusst von der Gemeindeverwaltung initiierte Wohn- und Verwaltungsbau die noch dörfliche Struktur in Portitz, besticht jedoch durch seine moderne architektonische Gestaltung und: es war mit Schiemichen einer der renommiertesten Leipziger Architekten der Zeit für das Projekt gewonnen worden. LfD/2015, 2016 | 09260425 |
| Direkt Bild zu diesem Denkmal hochladen | Wohnhaus in halboffener Bebauung | Cradefelder Straße 3 (Karte)        | 1888 (Wohnhaus) | alte Ortslage Portitz, Putzfassade, als frühes Beispiel der Ortserweiterung von ortshistorischer Bedeutung Bauherr und Ausführender für den recht späten biedermeierlichen Wohnhausbau im Jahr 1888 war der Maurer Friedrich Gustav Barth, die Pläne lieferte Maurermeister Franz Schirmer. Einziges weitgehend original erhaltenes Haus eines in anderen Leipziger Vororten sonst häufiger und zumeist bereits in den 1860er Jahren anzutreffenden Gebäudetyps, der vor allem von Gewerbetreibenden errichtet wurde. Das Haus ist ein Dokument der zaghaften und späten Ortserweiterungen in Portitz. LfD/2007 | 09260444 |
| Direkt Bild zu diesem Denkmal hochladen | Tafeln »1938 Siedlungsdienst« an allen Siedlungshäusern | Don-Carlos-Straße (Karte)           | bezeichnet 1938 (Inschrifttafel) | siehe auch Dürnsteiner Weg und Gmundener Straße, alte Ortslage Portitz, ortsgeschichtlich von Bedeutung | 09260429 |
| Direkt Bild zu diesem Denkmal hochladen | Tafeln »1938 Siedlungsdienst« an allen Siedlungshäusern | Dürnsteiner Weg (Karte)             | bezeichnet 1938 (Inschrifttafel) | siehe auch Gmundener Weg und Don-Carlos-Straße, alte Ortslage Portitz, ortsgeschichtlich von Bedeutung | 09260427 |
| Direkt Bild zu diesem Denkmal hochladen | Tafeln »1938 Siedlungsdienst« an allen Siedlungshäusern | Gmundener Weg (Karte)               | bezeichnet 1938 (Inschrifttafel) | siehe auch Dürnsteiner Weg und Don-Carlos-Straße, alte Ortslage Portitz, ortsgeschichtlich von Bedeutung | 09260428 |
| Direkt Bild zu diesem Denkmal hochladen | Portitzer Schule: Schule mit angebauter Turnhalle | Göbschelwitzer Weg 1 (Karte)        | 1938–1940 (Schule) | alte Ortslage Portitz, Schulgebäude im traditionalistischen Stil, baugeschichtlich und ortsgeschichtlich von Bedeutung | 09260445 |
| Weitere Bilder                          | Transformatorenturm | Grundstraße (Karte)                 | um 1908 (Transformatorenstation) | am Ortseingang, unmittelbar vor der alten Plaußiger Schule, Zeugnis der Ortsentwicklung, sozialgeschichtlich und ortsgeschichtlich bedeutsam | 09260870 |
| Weitere Bilder                          | Wohnhaus | Grundstraße 15 (Karte)              | 1690 (Dendro) | Wohnhaus in offener Bebauung, als Dorfschule erbaut; alte Ortslage Plaußig, eingeschossiger Putzbau, mit Reliefmedaillon über der Tür, baugeschichtlich von Bedeutung | 09255958 |
| Weitere Bilder                          | Kirche und Kirchhof Plaußig | Grundstraße 17 (Karte)              | 18. Jh., nach 1918 (Gefallenendenkmal) | Kirche und Kirchhof mit Einfriedung und Denkmal für die Gefallenen des 1. Weltkrieges sowie Balken der ehemaligen Glockeneinhängung; alte Ortslage Plaußig, baugeschichtlich und ortsgeschichtlich von Bedeutung | 09255957 |
| Weitere Bilder                          | Kirche Plaußig | Grundstraße 17 (Karte)              | 1726–1728, im Kern älter | Kirche (mit Ausstattung) auf dem Kirchhof mit Einfriedung; alte Ortslage Plaußig, barocke Saalkirche mit polygonalem Chor und Westturm, baugeschichtlich, ortsgeschichtlich und ortsbildprägend von Bedeutung; 1724-1726 neu errichtet, mit Kanzelaltar um 1772 und Orgel von 1881 | 09255957 |
| Weitere Bilder                          | Pfarrhof Plaußig | Grundstraße 18 (Karte)              | 1726 (Pfarrhaus), 1742 (bez.) | Pfarrhaus (mit Sandsteinrelief an der Treppe), Seitengebäude im Pfarrhof und Einfriedungsmauer entlang der Grundstraße; alte Ortslage Plaußig, Pfarrhaus Putzfassade und Porphyrtuffgewände, baugeschichtlich und ortsgeschichtlich von Bedeutung | 09255961 |
| Direkt Bild zu diesem Denkmal hochladen | Wohnhaus | Herbert-Thiele-Straße 4 (Karte)     | 1900–1901 (Wohnhaus) | Wohnhaus in offener Bebauung; alte Ortslage Portitz, Klinker-Putz-Fassade, mit hölzernem Windfang, im Landhausstil erbautes Haus mit baugeschichtlicher Bedeutung In den Jahren 1900/1901 entstand an der „Straße nach dem heiteren Blick“ das zweigeschossige Einfamilienwohnhaus durch das Baugeschäft S. Säuberlich für den Kantor Arno Neefe, die frei stehende Garage an der Grundstücksgrenze erst 1930. Das verputzte Gebäude besitzt Fensterrahmungen aus Klinkerformsteinen, weite Dachüberstände an den Zwerchhäusern, straßenseitig einen Standerker sowie einen hölzernen Windfang. Insgesamt bietet das im Landhausstil erbaute villenartig erscheinende Wohnhaus einen sehr malerischen Eindruck, Teile der Ausstattung sind erhalten. Für den Vorgarten übrigens war von Seiten der Baubehörde eine Mindesttiefe von 4,50 Meter vorgeschrieben. Das Gebäude besitzt einen baugeschichtlichen und ortsteilentwicklungsgeschichtlichen Wert als seltenes Dokument rein privaten Wohnungsbaus der Jahrhundertwende. LfD/2015, 2016 | 09260443 |
| Weitere Bilder                          | Wohnhaus und Seitengebäude | Plaußiger Dorfstraße 1a; 1c (Karte) | bezeichnet 1898 (Bauernhaus) | Wohnhaus (Nr. 1a) und Seitengebäude (Nr. 1c) eines ehemaligen Bauernhofes; alte Ortslage Plaußig, Klinkerfassaden, baugeschichtlich von Bedeutung; Wohnhaus (Nr. 1b) ist nachträglich errichtet und steht nicht unter Denkmalschutz | 09255970 |
| Weitere Bilder                          | Wohnhaus | Plaußiger Dorfstraße 4 (Karte)      | 1901 (Bauernhaus) | Wohnhaus eines Bauernhofes; alte Ortslage Plaußig, Putzfassade, baugeschichtlich von Bedeutung Die Bauakte setzt 1897 ein mit dem Begehren des Gutsbesitzers und Maurers Johann Karl Körnich, einen neuen Scheunengiebel zu errichten. Im Jahr 1900 legte Maurermeister Otto Bergelt Pläne für ein neues Stallgebäude und einen kleinen Schuppen mit Waschhauseinbau vor. Heute steht in der Straßenflucht ein 1901 erbautes Wohnhaus, für welches das alte und als baufällig betitulierte Vorgängergebäude abgebrochen wurde. Während das Parterre nur eine Wohnung besaß waren im Obergeschoss zwei Logis geplant. Unter dem Dach (Satteldach) sollten neben Bodenräumen eine Stube und drei Kammern, später eine eigenständige Wohnung, eingerichtet werden. Der Weg zu den Aborten führte für alle Mieter über den Hof. Klinkerbänder setzten auf der Putzfassade als Stockgesims und Traufleiste neben dem Sichtklinkersockel des unaufwändig sanierten Gebäudes Akzente. Alle Fenster besitzen Rahmungen, die des ersten Obergeschosses Sohlbänke auf Konsolen. Das Gebäude markiert den Übergang von der bäuerlich geprägten Ortsstruktur hin zu einer mehr städtisch geprägten Bauweise, verweist somit auch auf geänderte Sozialstrukturen im Dorf. LfD, 2015, 2017 | 09255977 |
| Direkt Bild zu diesem Denkmal hochladen | Wohnhaus und Einfriedung | Plaußiger Dorfstraße 5 (Karte)      | bezeichnet 1800 (Bauernhaus) | Wohnhaus eines Bauernhofes und Vorgarten-Einfriedung; alte Ortslage Plaußig, ehemalige Post, Lehmbau, Putzfassade, mit Korbbogenportal, Inschrifttafel, gründerzeitlicher Einfriedung, baugeschichtlich und ortshistorisch von Bedeutung | 09255982 |
| Direkt Bild zu diesem Denkmal hochladen | Seitengebäude | Plaußiger Dorfstraße 7 (Karte)      | um 1900 (Seitengebäude) | Seitengebäude eines Bauernhofes; alte Ortslage Plaußig, Klinkerfassade, mit Sandsteintafel, baugeschichtlich von Bedeutung | 09255983 |
| Direkt Bild zu diesem Denkmal hochladen | Sachgesamtheit Schloss und Rittergut Plaußig, mit folgenden Einzeldenkmalen: Schloss, Bergfried, sowie Wirtschaftshof mit Toreinfahrt, Scheunen und Wirtschaftsgebäude, Brennereigebäude mit Schornstein, Gutsverwalter-Wohnhaus und Pfosten der Einfriedung eines ehemaligen Rittergutes (Obj. 09255978, gleiche Anschrift), sowie Gutspark (mit Turmhügel) | Plaußiger Dorfstraße 12 (Karte)     | im Kern 18. Jh., später überformt (Schlossanlage) | alte Ortslage Plaußig, markantes Schlossgebäude, Putzbau mit profiliertem Porphyrgewände, mittelalterliche Stammsitz der Familie von Plaußig, Wirtschaftsgebäude zum Teil im Landhausstil des 19. Jahrhunderts, baugeschichtlich und ortsgeschichtlich von Bedeutung | 09306118 |
| Weitere Bilder                          | Einzeldenkmal der Sachgesamtheit Schloss und Rittergut Plaußig (Obj. 09306118, gleiche Anschrift): Schloss, Bergfried, sowie Wirtschaftshof mit Toreinfahrt, Scheunen und Wirtschaftsgebäude, Brennereigebäude mit Schornstein, Gutsverwalter-Wohnhaus und Pfosten der Einfriedung eines ehemaligen Rittergutes                                              | Plaußiger Dorfstraße 12 (Karte)     | 19. Jh. und frühes 20. Jh. (Rittergutsbestandteil), im Kern 18. Jh. und älter, später überformt (Schloss (Rittergut)), um 1890 (Gutsbrennerei), 19. Jh. (Wirtschaftsgebäude), 1480 (Bergfried) | alte Ortslage Plaußig, markantes Schlossgebäude, Putzbau mit profiliertem Porphyrgewände, mittelalterliche Stammsitz der Familie von Plaußig, Wirtschaftsgebäude zum Teil im Landhausstil des 19. Jahrhunderts, baugeschichtlich und ortsgeschichtlich von Bedeutung | 09255978 |
| Weitere Bilder                          | Wohnhaus | Plaußiger Dorfstraße 13 (Karte)     | 19. Jh. (Bauernhaus) | Wohnhaus eines Bauernhofes; alte Ortslage Plaußig, ortstypische Putzfassade, Satteldach, baugeschichtlich von Bedeutung | 09255985 |
| Weitere Bilder                          | Seitengebäude | Plaußiger Dorfstraße 15 (Karte)     | 19. Jh. (Tagelöhnerhaus) | Seitengebäude eines Bauernhofes (als „Alte Kaserne“ bezeichnet); alte Ortslage Plaußig, ehemalige Schnitterkaserne und Gutsarbeiterhaus, sozialgeschichtlich von Bedeutung | 09255984 |
| Weitere Bilder                          | Wohnhaus mit Seitengebäude, Scheune und weiteres Seitengebäude | Plaußiger Dorfstraße 17 (Karte)     | um 1800 (Bauernhaus), Ende 19. Jh. (Seitengebäude) | Wohnhaus, daran angebautes Seitengebäude, Scheune und weiteres Seitengebäude eines Bauernhofes; alte Ortslage Plaußig, Wohnhaus eingeschossiger Putzbau, Seitengebäude in Klinkerbauweise, baugeschichtlich von Bedeutung | 09255986 |
| Weitere Bilder                          | Alte Schänke; heute Schenkhof | Plaußiger Dorfstraße 19 (Karte)     | um 1800 (Fassade) | Giebel eines ehemaligen Gasthofes; alte Ortslage Plaußig, Gasthof heute integriert in Neubau für Wohnzwecke und Nutzung durch Freiwillige Feuerwehr, Klinkerfassade, ortsgeschichtlich von Bedeutung | 09255987 |
| Weitere Bilder                          | Gasthof mit Saalbau, Seitengebäude, Toranlage, Hofpflasterung und Einfriedung | Plaußiger Dorfstraße 21 (Karte)     | 1884 (Gasthof), 1884 (Saal), 1884 (Nebengebäude) | Gasthof mit Saalbau im Hof, Seitengebäude, Toranlage, Hofpflasterung und Einfriedung; alte Ortslage Plaußig, Putzfassade, in zentraler Ortslage befindliches Gebäude mit baugeschichtlicher und ortsentwicklungsgeschichtlicher Relevanz sowie Erinnerungswert In der zweiten Aprilhälfte des Jahres 1884 reichte der Gastwirt Friedrich Wilhelm Jahn Plne für ein Wohn- und Gasthaus ein, die hernach ausgestellte Genehmigung enthielt den zusätzlichen (wichtigen) Vermerk: „die Gastgerechtigkeit geht auf das neue Grundstück über“. Es entstand auf dem der Dorfschule benachbarten Grundstück ein zweigeschossiges Wohngebäude, in dem im weiteren Verlauf neben Gaststube, Küche, Büfett, Speisekammer zwei weitere Stuben und ein Laden zur Einrichtung gelangten. Für das Obergeschoss waren fünf Räume vorgesehen, für das Dach Ziegeldeckung. Lager- und Wirtschaftskeller gelangten zur Einrichtung und rückwärtig schloss sich, vermittelt über einen kurzen überdachten Gang, ein schiefergedeckter Saalbau an, der 1894–1895 einen Garderobenanbau erhielt. Im ebenfalls 1884 erbauten Stallgebäude kamen für den Restaurantbetrieb notwendige Nebenräume unter. Durch eine Erweiterung des straßenseitigen Gebäudes um eine Achse rückte der Zugang zur Gastwirtschaft aus der Fassadenmitte, der Anbau 1897 von Architekt Emil Reiche für den Gasthofbesitzer Wilhelm Jahn ist äußerlich nicht auf den ersten Blick erkennbar. Im rückwärtigen Bereich ist für die Jahre 1934 und 1935 der Neubau der Kegelbahn aktenkundig. Das traufständige Gasthaus setzt mit seiner hellen Putzfassade über sichtbar belassenem Bruchstein-Ziegel-Sockel im Ortsbild des alten Dorfkerns einen gewichtigen Akzent. Einhergehend mit der ansprechenden Sanierung wurden das ziegelgedeckte Satteldach ausgebaut, die Putznutung im Erdgeschoss wieder hergestellt und die bauzeitliche Eingangstür erhielt nachgebaute Türblätter. Neben einem baugeschichtlichen Wert besitzt das Haus eine ortsbildprägende und große ortsgeschichtliche Bedeutung. LfD/2017, 2018 | 09255956 |
|                                         | Wohnhaus und Seitengebäude | Plaußiger Dorfstraße 22 (Karte)     | 1. Hälfte 19. Jh. (Bauernhaus), 1890 (Seitengebäude) | Wohnhaus und Seitengebäude eines Bauernhofes; alte Ortslage Plaußig, Wohnhaus eingeschossiger Putzbau, Kleinbauerngehöft, sozialgeschichtlich von Bedeutung | 09255962 |
|                                         | Gemeindeamt, vorher Schule | Plaußiger Dorfstraße 23 (Karte)     | im Kern 1726 (Gemeindeamt), 1859 (Gemeindeamt) | Ehemaliges Gemeindeamt, vorher Schule; alte Ortslage Plaußig, Putzfassade mit Satteldach, alte Dorfschule bis 1937, ortsgeschichtlich von Bedeutung | 09255988 |
|                                         | Wohnhaus und Einfriedung | Plaußiger Dorfstraße 25 (Karte)     | bezeichnet 1611 (Bauernhaus) | Wohnhaus und Einfriedung eines Bauernhofes; alte Ortslage Plaußig, landschaftstypische Putzfassade, Erdgeschoss Lehmwände über Bruchsteinsockel, Obergeschoss Fachwerk verputzt, Lage gegenüber Pfarrhaus und Kirche, baugeschichtlich und ortsbildprägend von Bedeutung Im Riegel der Hauseingangstür wird mit der Zahl 1611 das Erbauungsjahr des Wohnhauses angezeigt, das damit zu den ältesten Häusern in Plaußig gehört. Bauhistorisch verweisen darauf unter anderem die massiven Lehmmauern des Erdgeschosses und die kleinen Fenster rückwärtiger Hauswände. Das Obergeschoss besitzt eine spätere Fachwerkkonstruktion, die größeren Fensteröffnungen des straßenseitigen Giebels und der zum Hof weisenden Traufseite dürften einem Umbau aus der Mitte des 19. Jahrhunderts geschuldet sein. Unter der Ziegeldeckung befindet sich ein Pfettendach mit zweifach stehendem Stuhl. Mit dem Antrag des Gutsbesitzers Gottfried Hermann Heinitz für einen Scheunenanbau setzt 1884 die Bauakte ein (Scheune heute abgebrochen). Für 1898 ist die Errichtung eines Stallgebäudes nachweisbar (Pläne von Zimmermann Otto Beyer, Ausführung durch den Schönefelder Bauunternehmer August Heinitz), 1900 ein Waschhausbau und 1925 ein weiterer Stall. Erhalten geblieben auf dem Grundstück sind nur noch das Wohnhaus und der 1898 erbaute Stall. Das gegenüber Kirche, Kirchhof und Pfarrhaus situierte Grundstück besitzt einen ortsbildcharakaterisierenden Charakter, das Haus einen hohen baugeschichtlichen Wert. LfD/2016, 2017 | 09255989 |
| Direkt Bild zu diesem Denkmal hochladen | Wohnhaus mit Seitengebäude, Scheune, Toranlage | Plaußiger Dorfstraße 26 (Karte)     | 1905 (Bauernhaus), 1902 (Seitengebäude), um 1800 (Scheune) | Wohnhaus, Seitengebäude, Scheune und Toranlage eines Bauernhofes; alte Ortslage Plaußig, zeittypische Putzbauten, baugeschichtlich von Bedeutung | 09255964 |
| Direkt Bild zu diesem Denkmal hochladen | Wohnhaus und Scheune | Plaußiger Dorfstraße 28 (Karte)     | 1889–1890 (Bauernhaus), 1896 (Scheune), um 1895 (Stall) | Wohnhaus und Scheune eines Bauernhofes sowie Hofpflaster; alte Ortslage Plaußig, ehemalige Bäckerei, Putzfassade, ortsgeschichtlich von Bedeutung Ein eingeschossiges Wohnhaus mit Backstube entstand 1889/1890 im Auftrag des Bäckers Otto Dürre, der Fr. Braunsdorf mit der Ausführung beauftragte. Zimmermann Otto Beyer war 1896 der Ausführende für den Scheunenneubau mit Waschhaus. Drei Jahre später wurde Bauantrag gestellt für die Aufstockung des Wohnhauses, initiiert von Bäckermeister Otto Dürre und umgesetzt von Zimmermann Otto Beyer. Aus den Jahren 1937/1938 stammt die zum Garten ausgerichtete Veranda am Wohngebäude für den Bäckermeister und Grundstücksbesitzer Heinrich Tauer. Architekt Wilhelm Hans Bolte lieferte Pläne, das Baugeschäft Richard Steinert erledigte die Umsetzung. Bis 1987 war die Bäckerei in Betrieb. In der alten Ortslage Plaußig wirkt das kleine Wohn- und Gewerbegrundstück, das sich in unmittelbarer Nähe zur örtlichen Schmiede (Nummer 30, abgebrochen) und in gewisser Ortsrandlage befindet, straßenbildcharakterisierend. Das fünfachsige Wohngebäude ist verputzt über Bruchsteinsockel mit Klinkerrollschicht, besitzt profilierte Fenstergewände und wird abgeschlossen durch ein mit Ziegeln gedecktes Satteldach. Das Hofgebäude ist ebenfalls weitgehend original überkommen, mit Ziegeldach und verputzter Fassade, die Hofpflasterung ist erhalten. Das Bäckereigrundstück in der alten Plaußiger Ortslage besitzt einen baugeschichtlichen und ortsgeschichtlichen Wert. LfD/2017, 2018 | 09255965 |
| Direkt Bild zu diesem Denkmal hochladen | Häuslerhaus mit Anbau | Plaußiger Dorfstraße 30 (Karte)     | um 1800 (Wohnhaus) | Häuslerhaus mit Anbau; alte Ortslage Plaußig, ortstypischer eingeschossiger Lehmbau, sozialgeschichtlich und baugeschichtlich von Bedeutung | 09255966 |
|                                         | Zwei Wohnhäuser | Plaußiger Dorfstraße 29; 31 (Karte) | linkes Gebäude: Ende 18. Jh. (Bauernhaus), rechtes Gebäude: 1. Hälfte 19. Jh. (Bauernhaus) | Zwei Wohnhäuser eines Bauernhofes; alte Ortslage Plaußig, eingeschossige landschaftstypische Lehmbauten, baugeschichtlich von Bedeutung | 09255990 |
|                                         | Wohnhaus und Scheune | Plaußiger Dorfstraße 37 (Karte)     | Ende 17. Jh. (Häusleranwesen) | Wohnhaus und Scheune eines Bauernhofes; alte Ortslage Plaußig, Putzfassade, teilweise Fachwerk, städtebaulich bedeutsame Lage am Ortseingang, baugeschichtlicher Wert | 09255969 |
| Direkt Bild zu diesem Denkmal hochladen | Tafeln »1938 Siedlungsdienst« an allen Siedlungshäusern | Posastraße (Karte)                  | bezeichnet 1938 (Inschrifttafel) | siehe auch Dürnsteiner Weg und Gmundener Straße, alte Ortslage Portitz, ortsgeschichtlich von Bedeutung | 09306546 |
| Direkt Bild zu diesem Denkmal hochladen | Wohnhaus | Seegeritzer Weg 4 (Karte)           | um 1900 (Wohnhaus) | Wohnhaus in offener Bebauung; alte Ortslage Plaußig, Putzfassade mit farbiger Putzgliederung, baugeschichtlich von Bedeutung | 09255967 |
| Direkt Bild zu diesem Denkmal hochladen | Turnhalle | Seegeritzer Weg 8 (Karte)           | 1919 (Turnhalle) | alte Ortslage Plaußig in Nähe des Teiches, Putzfassade, ortsgeschichtlich und sozialgeschichtlich von Bedeutung, Zeugnis des örtlichen Vereinswesens, Erinnerungswert | 09255968 |
| Direkt Bild zu diesem Denkmal hochladen | Wohnhaus | Stralsunder Straße 168 (Karte)      | vor 1800 (Wohnhaus) | alte Ortslage Plaußig, eingeschossiger Putzbau, möglicherweise ehemaliges Armenhaus, | 09255976 |
| Direkt Bild zu diesem Denkmal hochladen | Mietshaus | Tauchaer Straße 274 (Karte)         | 1901–1902 (Mietshaus) | Mietshaus in halboffener Bebauung; alte Ortslage Portitz, Klinkerfassade, ortsentwicklungsgeschichtlich von Bedeutung Kurz vor dem Jahreswechsel 1901/1902 reichte der Zimmermann Friedrich Emil Richter ein Baugesuch für ein Wohnhaus sowie ein Nebengebäude mit Waschhaus und Ställen ein. Selbst gedachte Richter auch die Ausführung zu übernehmen. Umgehend nach Fertigstellung im Sommer 1902 wurde ein Rollengebäude beantragt. Das Wohnhaus markiert an der Ausfallstraße Richtung Thekla die historistisch geprägte, zögerlich beginnende Verstädterung von Portitz. Rote Verblendklinker fanden im oberen Teil der Schauseite Verwendung, während das Erdgeschoss Putznutung aufwies. Gegenüber der in die Bauakte gehefteten Fassadenzeichnung weicht die Ausführung im Detail ab, unter anderem im Hinblick auf die Ziergiebel der Zwerchhäuser. Beispielsweise kamen vereinfachte, modernere Fensterverdachungen in der Beletage zum Einsatz. Jede der beiden Wohnungen pro Etage besaßen zwei straßenseitig gelegene Stuben sowie Korridor, Kammer und Küche sowie Außentoiletten im Treppenhaus. Noch im Jahr der Baufertigstellung kauften der Schriftsetzer Karl Kretzschmann und dessen Ehefrau Klara das Grundstück. Im Frühjahr 2017 unsaniert und leerstehend. LfD/2017 | 09260441 |
| Direkt Bild zu diesem Denkmal hochladen | Mietshaus mit Toreinfahrt | Tauchaer Straße 275a (Karte)        | 1901 (Mietshaus) | Mietshaus in offener Bebauung mit Toreinfahrt; alte Ortslage Portitz, Klinkerfassade, ortsentwicklungsgeschichtlich und baugeschichtlich von Bedeutung Von der Antragstellung bis zur Schlussabnahme entstand 1901/1902 in nur achtmonatiger Bauzeit ein Mietshaus an der Chaussee nach Thekla durch den Maurermeister und Baugeschäftsinhaber Franz Säuberlich aus Schönefeld. Auftraggeber war Bäckermeister Otto Louis Filzsack. Hinter der noch ganz historistischer Tradition verpflichteten Klinkerfassade lagen in den beiden oberen Geschossen jeweils zwei Wohnungen, während im Erdgeschoss die Bäckerei Einrichtung erfuhr. Hier befanden sich neben der Backstube auch ein werbewirksamer Eckladen sowie die Wohnräume der Bäckermeisterfamilie. Unter dem Dach lag die Gesellenkammer sowie eine erst nachträglich 1902 genehmigte Dachwohnung. Zeitgleich entstand hofseitig ein Stallgebäude (Umbau 1939–1940). Der altdeutsche Ofen der Bäckerei sollte 1942/1943 durch einen zweiherdigen Dampfbackofen ersetzt werden, 1993 nahm eine Pizzeria die Stelle des Bäckereigeschäfts ein. Für den markanten Wohn- und Geschäftshausbau an der Durchfahrtsstraße (Ecklage Am langen Teiche) ist ein baugeschichtlicher Wert zu konstatieren. LfD/2015, 2016 | 09260442 |
| Direkt Bild zu diesem Denkmal hochladen | Mietshaus | Tauchaer Straße 276 (Karte)         | 1901 (Mietshaus) | Mietshaus in halboffener Bebauung; alte Ortslage Portitz, Klinkerfassade, ortsentwicklungsgeschichtlich von Bedeutung | 09260440 |
| Direkt Bild zu diesem Denkmal hochladen | Wohnhaus | Tauchaer Straße 278 (Karte)         | 1899–1900 (Mietshaus) | Wohnhaus in halboffener Bebauung; alte Ortslage Portitz, Klinker-Putz-Fassade, ortsentwicklungsgeschichtlich von Bedeutung Eine Ausreichung der Baugenehmigung zog sich ungewöhnlich in die Länge, weil für das Grundstück an der Straße nach Thekla (auch Theklaer Weg) keine Entsorgung der Abwässer geklärt war, bei der Baustelle auf dem Remmlerschen Feld handelte es sich um das erste Bauvorhaben auf der nördlichen Seite. Zimmermann Friedrich Emil Richter blieb als Bauherr und Ausführender hartnäckig und erfuhr für seinen am 20.02.1899 gestellten Bauantrag letztlich doch Genehmigung: am 10. März 1900. Anfang September erfolgte die Schlussprüfung zunächst für das dreigeschossige Wohngebäude sowie ein kleines freistehendes Waschhaus. 1901 entstanden Holzställe und eine Bäckerei in rückwärtiger Lage. Ein neuer Eigentümer, der Rohproduktenhändler Bernhard Moritz Kretzschmar, bekam die Einrichtung einer zweiten Dachgeschosswohnung erst genehmigt, nachdem er Stellflächen und Trockenboden im Stall und dem übersetzten Waschhaus eingerichtet hatte. Hinsichtlich der Entsorgungsfrage war ein Vertrag mit einem ortsansässigen Bauern getroffen worden. Auch 1979, als Entwürfe für den Einbau von Wasserspülaborten gefertigt wurden, war ein Anschluss an das öffentliche Abwassernetz noch immer nicht möglich und musste hier eine eigene Kleinkläranlage vorgesehen werden (VEB Gebäudewirtschaft Leipzig als Investauftraggeber). 2008 erging ein Baugesuch für den Anbau eines hofseitigen Balkons. Die Putzfassade wird durch rote Klinker gefasst und gegliedert, ein zweiachsiges Zwerchhaus behauptet sich zwischen dem weit vorstehenden Traufgesims. Störend heute der Ladeneinbau und -umbau mit den schmalen, bis zum Kellergesims reichenden Kunststofffenstern über die gesamte Erdgeschossfront. LfD/2015, 2016 | 09260431 |
| Direkt Bild zu diesem Denkmal hochladen | Mietshaus | Tauchaer Straße 280 (Karte)         | 1900–1901 (Mietshaus) | Mietshaus in halboffener Bebauung; alte Ortslage Portitz, mit Gaststätte, Klinkerfassade, ortsentwicklungsgeschichtlich von Bedeutung Der Zimmermeister und Bauunternehmer Friedrich Richard Dürre ist neben seiner Schwester, der Grundstückseigentümerin Auguste Minna Kosmahl geb. Dürre, als Akteur aktenkundig. Es entstand 1900/1901 ein Eckwohnhaus mit Gaststätte und angebauter Gesellschaftsstube sowie Waschhaus. Zum Ende der eigentlichen Bauarbeiten kam eine Genehmigung für die Errichtung einer Colonnade sowie zur Einrichtung einer Hausmannswohnung unter dem Dach zur Ausreichung. Umbauten in der Gaststätte erfolgten 1905, einen Anbau als Ladenzugang initiierte Gastwirt Karl Stöhr 1939. Zur Straßenseite weist die Fassade über einem verputzten Erdgeschoss zwei klinkerverkleidete Obergeschosse aus, die mittlere Etage ist durch Fensterrahmungen aus Kunststein reicher geschmückt. Im Mietshaus fanden in jeder der oberen Etagen zwei Wohnungen Einrichtung mit zwei Stuben, Kammer, Küche und Flur nebst Außentoiletten im Treppenhaus. Als Gasthaus „Zur Börse“ ist das Gebäude von besonderer ortsgeschichtlicher Bedeutung, dokumentiert zudem die vom Späthistorismus geprägte Ortserweiterung von Portitz. LfD/2015, 2016 | 09260430 |
| Weitere Bilder                          | Kirchgemeindehaus | Zum Birkenwäldchen 1 (Karte)        | 1896–1897 (Schule) | Kirchgemeindehaus in offener Bebauung, ehemals Schule (bez. 1857-1897 2. Schule; 1897-1940 3. Schule); heute Wohnhaus, alte Ortslage Portitz, Klinkerfassade, ortsgeschichtlich von Bedeutung | 09260448 |
| Direkt Bild zu diesem Denkmal hochladen | Wohnhaus | Zum Birkenwäldchen 2 (Karte)        | um 1850 (Wohnhaus) | alte Ortslage Portitz, eingeschossiger Putzbau, sozialgeschichtlich von Bedeutung | 09260447 |
| Weitere Bilder                          | Wohnhaus | Zum Birkenwäldchen 4 (Karte)        | 1. Hälfte 19. Jh. (Wohnhaus) | alte Ortslage Portitz, eingeschossiger Putzbau, Lehmwände, sozialgeschichtlich von Bedeutung | 09260446 |

## Ehemalige Kulturdenkmale in Plaußig-Portitz
| Bild                                    | Bezeichnung                                  | Lage                   | Datierung                                | Beschreibung | ID       |
| --------------------------------------- | -------------------------------------------- | ---------------------- | ---------------------------------------- | --- | -------- |
| Direkt Bild zu diesem Denkmal hochladen | Wohnhaus in offener Bebauung mit Einfriedung | Altes Dorf 9 (Karte)   | um 1865 (Wohnhaus)                       | Object-ID: 09260457 nicht mehr als Denkmal ausgewiesen, Haus überbaut | 09260457 |
| Weitere Bilder                          | Gasthof Grüne Aue (ehem.)                    | Grundstraße 16 (Karte) | um 1800 und 2. Hälfte 19. Jh. (Wohnhaus) | Wohnhaus und Saalgebäude eines ehemaligen Gasthofes seit 1872, ehemals Schmiede; alte Ortslage Plaußig, Massivlehmbau, verputzt, Seitengebäude Klinkerfassade, ortsgeschichtlich von Bedeutung, Erinnerungswert; nach 2012 abgerissen, heute von Grundstück Grundstraße 14 überformt; Object-ID: 09255959 aus Denkmalregister gestrichen | 09255959 |